# Мармелада
Мармелада (порт. marmelada — 'направљено од дуње', чији је корен у грч. melimēlon — медена јабука) слатко је, изворно прављено од дуње, и познато у Енглеској још од 15. века. Данас се производи од разних цитруса и другог воћа. Мармелада је индустријски произведена густа смеса од скуваног воћа подесна за мазање на хлеб и колаче, а даје додатни укус тортама, роладама и чајном пециву. Припрема се од свих врста воћа, честе су и комбинације више врста. У бити се сирово или прокувано воће протисне како би нестали и последњи трагови нераскуваних комадића. Припремање мармеладе се може убрзати додавањем средстава за желирање, јер иначе кување дуго траје.
У енглеском речнику термин "мармелада" односи се обично на џем направљен од горких наранџа, врсте Citrus aurantium, а може бити и од другог цитрусног воћа. У припреми енглеске мармеладе потребно је кувати у води исецкану кору и исцеђени сок горких наранџа неколико сати да би се кора омекшала. Након кувања дода се шећер по мери, обично за сваку килу наранџа дода се од 1,0 до 2,0 кг шећера (по укусу кувара) и смеса се докува док не стигне мармелада до концентрације да би се могла стегнути на собној температури. Пошто су горке наранџе, као и остало цитрусно воће, богате пектином, обично није потребно додати никакав састојак за желирање масе. 